# Ferrovia Circumflegrea
La Circumflegrea è una linea ferroviaria che collega il centro di Napoli e l'area nord-occidentale della città al comune di Quarto e alle località flegree di Licola e Cuma, nel comune di Pozzuoli.
La linea, di proprietà della Regione Campania, è affidata all'Ente Autonomo Volturno (EAV) che vi opera in qualità sia di gestore dell'infrastruttura sia di impresa ferroviaria e fornisce un servizio ferroviario di tipo metropolitano, indicato nel sistema di numerazione dei trasporti pubblici napoletani come Linea 5.
A partire dal 26 agosto 2014 la tratta finale Licola-Torregaveta è senza traffico regolare, per cui tutte le corse giornaliere della linea fanno capolinea alla stazione di Licola.

## Storia
| Tratta                           | Inaugurazione    |
| -------------------------------- | ---------------- |
| Napoli Montesanto–Napoli Soccavo | 30 giugno 1962   |
| Napoli Soccavo–Napoli Traiano    | 15 dicembre 1965 |
| Napoli Traiano–Marina di Licola  | 29 giugno 1968   |
| Marina di Licola–Torregaveta     | 11 gennaio 1986  |

Subito dopo la fine della guerra, approfittando dell’opera di ricostruzione della Cumana, la SEPSA ebbe l’idea di arricchire il servizio, costruendo un’altra strada ferrata che – partendo sempre dal terminale di Montesanto – collegasse direttamente i centri dell’entroterra occidentale napoletano e flegreo, attraverso Soccavo, Pianura, Quarto, Licola e Cuma, riallacciandosi infine all’originale tronco litoraneo nella stazione comune di Torregaveta.
Il progetto venne approvato nel 1946 e i lavori partirono due anni dopo.
Il primo tratto del percorso, da Montesanto a Soccavo, fu aperto il 30 giugno del 1962. Fu necessario aspettare altri tre anni per l’avanzamento della linea sino alla stazione del Rione Traiano (15 dicembre 1965), mentre a Marina di Licola la Circumflegrea arrivò il 29 giugno 1968.
L'opera venne conclusa l'11 gennaio 1986, con l'attivazione della tratta da Marina di Licola a Torregaveta. Da segnalare che nei piani originari della SEPSA il tracciato della Circumflegrea avrebbe dovuto proseguire oltre Torregaveta, raggiungendo le località di Monte di Procida, Miliscola, Miseno e Bacoli, tuttavia questo progetto (sviluppato precedentemente per la Cumana nel 1926) non ha avuto seguito.
Nel 1975, come per la linea Cumana, anche per la Circumflegrea si è reso indispensabile programmare il raddoppio della linea a causa della crescente domanda di trasporto. Del progetto complessivo è stata ultimata una parte, precisamente il raddoppio parziale delle tratte Montesanto - Pianura (per complessivi km 7,460) e Pisani - Quarto (km 2,620); tuttavia, gran parte del raddoppio non è mai entrato in funzione e l'intera linea (al di fuori delle stazioni con doppio binario per la coincidenza) rimane a binario singolo.
Nel 1987 è stata inaugurata la nuova officina di Quarto presso la quale vengono effettuate le operazioni di manutenzione programmata e correttiva dei rotabili ferroviari; di conseguenza viene anche inaugurata la stazione di Quarto Officina. Nel 1999 è stato consegnato il nuovo deposito per elettrotreni situato sempre a Quarto e costruito su un'area di 120000 m² che potrà fungere anche da moderna officina avente un capannone di oltre 5000 m² che ospita sei binari per la manutenzione dei rotabili; inoltre è stata completata la seconda canna di galleria che collega le stazioni di Montesanto e Piave, mentre quella precedentemente utilizzata è da allora in fase di ristrutturazione.
Nel 2003 è stata approvata la costruzione della stazione Cilea, posta nei pressi della via omonima nel tratto della galleria Vomero compreso tra le stazioni di Montesanto e Piave: il progetto vedeva la stazione situata a 100 metri di profondità corredata da un interscambio con la stazione Quattro Giornate della linea 1 della metropolitana. I lavori sarebbero dovuti partire dapprima nello stesso 2003 e successivamente nel 2007, ma entrambe le scadenze sono state disattese e il progetto risulta attualmente accantonato.
Nel corso del 2005 si è dato inizio ai lavori di rifacimento della stazione terminale di Montesanto, capolinea delle due linee ferroviarie esercite da SEPSA e della funicolare di Montesanto, nonché vicina alla fermata della linea 2 della metropolitana. I lavori sono stati terminati ufficialmente nel maggio 2008.
Nel 2012 è stata approvata la costruzione di una diramazione da Licola a Giugliano in Campania, presso la base NATO di Lago Patria. Inoltre era stata progettata una nuova stazione denominata "Giugliano Sud" tra quelle di Licola e Grotta del Sole.
Il "piano EAV" realizzato per effetto della DGR 462/2013 ha stabilito due scenari circa il destino della tratta ferroviaria Licola-Torregaveta, da sempre la più sottoutilizzata dall'utenza: il primo scenario prevede la chiusura all'esercizio della tratta, mentre il secondo scenario propone una riapertura con potenziamento durante il periodo estivo.
Il 13 maggio 2017 sono ripartiti i lavori per il raddoppio dei binari tra le stazioni di Pisani e Quarto, terminati il 19 novembre 2024.

### Progetti futuri
È previsto il completamento dei lavori di raddoppio dell'intera tratta Montesanto-Pianura, da anni già realizzato in parte ma mai entrato in funzione. In particolare, è prevista il completo risanamento della vecchia galleria Vomero (tra Montesanto e Piave) e della galleria Camaldoli (fra le stazioni di Traiano e La Trencia) nonché la riqualificazione delle stazioni di Piave e La Trencia, le quali funzionano momentaneamente a binario singolo avendo entrambe in servizio solo la banchina in direzione Montesanto. Il completamento dell'opera permetterà inoltre l'apertura di una seconda uscita presso la stazione di Pianura. Alla tratta Montesanto-Pianura si aggiunge inoltre la realizzazione del raddoppio tra Pianura e Pisani, in modo tale da ottenere il doppio binario per l'intera linea fino a Quarto.
Nel 2025, in seguito al susseguirsi di varie interruzioni al servizio della ferrovia Cumana dovute a danni legati alla crisi bradisismica, l'EAV ha richiesto un finanziamento da 8 milioni di euro per il ripristino della tratta Licola-Torregaveta della Circumflegrea, così da permettere il ricovero e la manutenzione dei rotabili presso l'officina di Quarto e anche per gestire future situazioni di emergenza.

## Caratteristiche
La linea, a scartamento normale, è lunga 26,810 km, di cui 0,495 a doppio binario; è elettrificata a corrente continua alla tensione di 3.000 V; la pendenza massima è del 34,71 per mille, il raggio di curva minimo di 300 metri.
| Unknown route-map component "tKBHFa" |

| Unknown route-map component "d" | Unknown route-map component "tABZgl" | Unknown route-map component "tdCONTfq" |

| Unknown route-map component "tHSTe@f" |

| Station on track |

| Unknown route-map component "d" | Unknown route-map component "eABZgl" | Unknown route-map component "exdCONTfq" |

| Stop on track |

| Unknown route-map component "tSTRa" |

| Unknown route-map component "tHST" |

| Unknown route-map component "tSTRe" |

| Station on track |

| Enter and exit tunnel |

| Stop on track |

| Enter and exit tunnel |

| Unknown route-map component "hBHFa" |

| Unknown route-map component "hHSTe" |

| Unknown route-map component "dKDSTaq" | Unknown route-map component "ABZgr" | Unknown route-map component "d" |

| Stop on track |

| Unknown route-map component "CONTgq" | Unknown route-map component "dKRZu" | Unknown route-map component "CONTfq" |

| Enter and exit tunnel |

| Stop on track |

| Station on track |

| Small non-passenger station on track |

| Small non-passenger station on track |

| Small non-passenger station on track |

| Unknown route-map component "d" | Unknown route-map component "ABZg+l" | Unknown route-map component "dCONTfq" |

| End station |

## Servizio

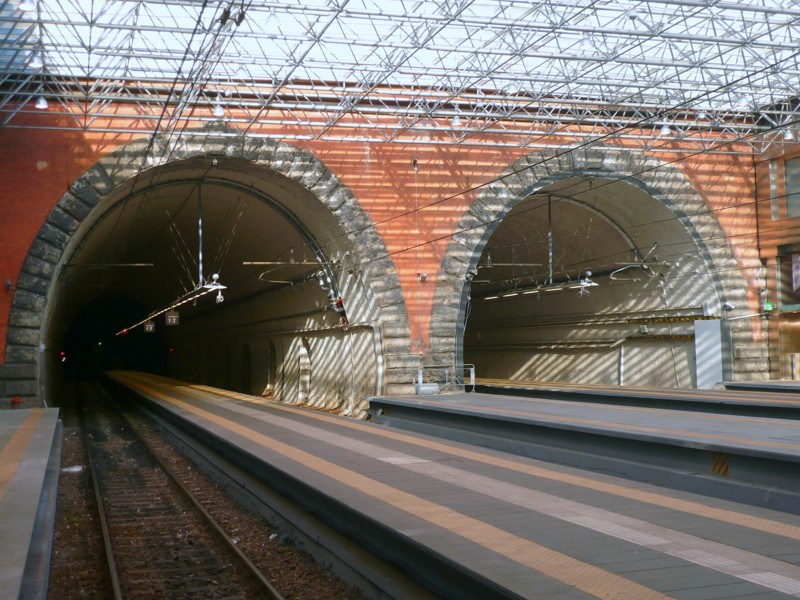
Tunnel della stazione di Montesanto. In quello di sinistra passa la ferrovia Cumana, in quello di destra la Circumflegrea.

La linea è attualmente attiva sulla tratta Montesanto-Licola con una frequenza di un treno ogni 24 minuti. La tratta Licola-Torregaveta è indirettamente sospesa dal 2012 a causa della scarsa affluenza viaggiatori e della mancanza di materiale rotabile sufficiente: inizialmente, con l'orario entrato in vigore il 12 settembre 2011, le corse giornaliere dirette furono ridotte a tre, successivamente il servizio è stato sospeso in modo permanente a partire dal 2014. Dal 2016 fino al 2019 è stato reso attivo il servizio "Cuma Express" che prevedeva tre corse fino alla stazione di Cuma da giugno fino ad ottobre nei giorni festivi.

## Materiale rotabile
All'agosto 2025 il parco rotabili della ferrovia Circumflegrea (nonché della Cumana) risulta così composto:
- 13 ET 400 ex SEPSA. Consegnati da Firema tra il 1991 e il 1998 su progetto Firema E 82 e sottoposti a revamping negli anni 2010. Alimentazione a 3.000 V c.c. Scartamento ordinario.
- 15 ET 500 EAV. Consegnati da Titagarh FiReMa Adler tra il 2017 e il 2024. Alimentazione a 3.000 V c.c. Scartamento ordinario.

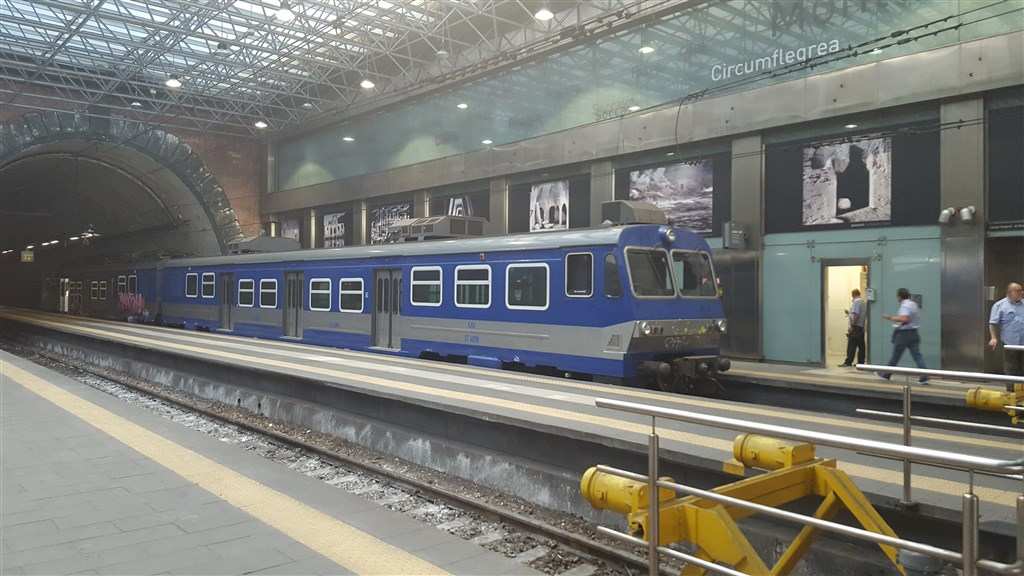
Elettrotreno EAV ET.400
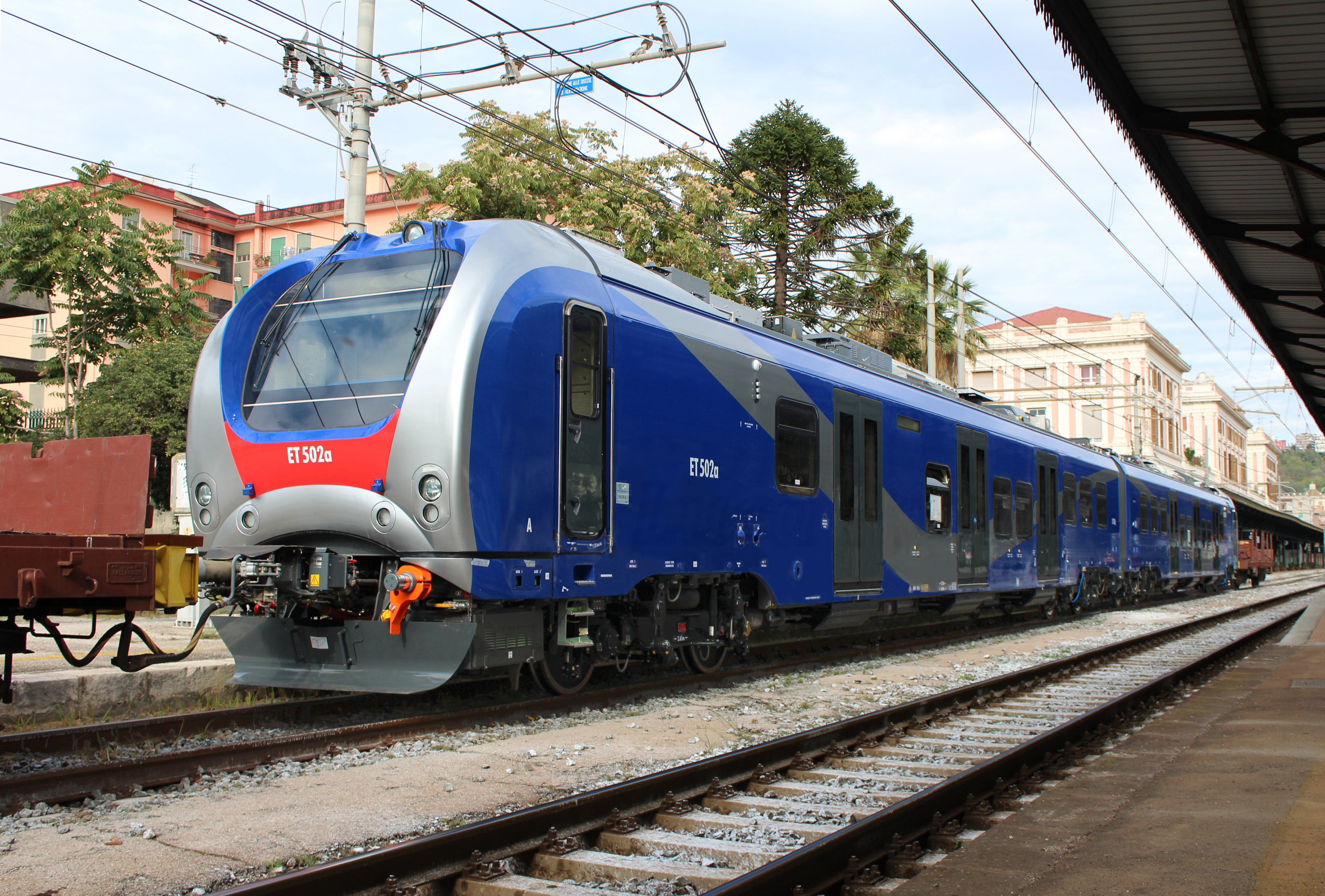
Elettrotreno EAV ET.500